# 国鉄タキ1400形貨車
国鉄タキ1400形貨車（こくてつタキ1400がたかしゃ）は、かつて日本国有鉄道（国鉄）及び1987年（昭和62年）4月の国鉄分割民営化後は日本貨物鉄道（JR貨物）に在籍した私有貨車（タンク車）である。
本形式から改造され別形式となったタキ4600形についても本項目で解説する。

## タキ1400形
タキ1400形は、カセイソーダ液専用の30t 積タンク車として1948年（昭和23年）12月23日から1965年（昭和40年）6月30日にかけて104両（コタキ1400 - コタキ1484 ,コタキ1486 - コタキ1498 ,コタキ1499（初代） ,コタキ1499（2代） ,コタキ11400 - コタキ11403）が川崎車輛、汽車製造、新潟鐵工所、運輸機材、日立製作所、三菱重工業の6社にて製作された。なぜかコタキ1485は欠番であった。
記号番号表記は特殊標記符号「コ」（全長 12 m 以下）を前置し「コタキ」と標記する。
本形式の他にカセイソーダ液を専用種別とする貨車はタム900形（130両）、タキ2600形（523両）、タキ2800形（332両）、タキ7750形（289両）等実に29形式が存在した。
1979年（昭和54年）10月より化成品分類番号「侵81」（侵食性の物質、腐食性物質、危険性度合2（中））が標記された。
落成時の所有者は、大日本紡績、倉敷絹織、東亞合成化学工業、興国人絹パルプ、大和紡績、東邦レーヨン、日本軽金属、鉄興社、宇部曹達工業、徳山曹達、東洋曹達工業、日本曹達、呉羽化学工業、錦商事、新日化産業、旭化成工業、大阪曹達、日曹商事、昭和電工、日新興業、三菱化成工業の21社であった。
ドーム付き直円筒型のタンク体は、普通鋼（一般構造用圧延鋼材、SS41現在のSS400）製で、荷役方式はタンク上部のマンホールからの上入れ、液出管と空気管使用による上出し方式であり、両管はS字管を装備している。断熱材、キセ（外板）は装備しておらず一部の車両は加熱管を装備した。その後本形式より多数の車が種車となりタキ2800形、タキ4600形（後述）、タキ6700形、タキ8200形へ改造された。
車体色は黒色、寸法関係は全長は9,800mm、全高は3,836mm、台車中心間距離は5,300mm - 5,900mm、実容積は20.5m3 - 23.8m3、自重は14.6t - 16.1t、換算両数は積車4.5、空車1.6であり、台車はベッテンドルフ式のTR41Cである。
1987年（昭和62年）4月の国鉄分割民営化時には18両（コタキ1403 ,コタキ1404 ,コタキ1407 ,コタキ1444  - コタキ1447 ,コタキ1449 - コタキ1452 ,コタキ1454 ,コタキ1465 ,コタキ1466 ,コタキ1488 ,コタキ1495 ,コタキ1496,コタキ1499）の車籍がJR貨物に継承され、最後まで在籍した5両（コタキ1465 ,コタキ1466 ,コタキ1488 ,コタキ1495 ,コタキ1496）が1992年（平成4年）2月に廃車となり同時に形式消滅となった。

## タキ4600形
1960年（昭和35年）12月28日にタキ1400形より2両（コタキ1426 ,コタキ1427）の改造工事が汽車製造にて行われ、記号番号は新形式名であるタキ4600形（コタキ4600 ,コタキ4601）とされた。
記号番号表記は特殊標記符号「コ」（全長 12m 以下）を前置し「コタキ」と標記する。
改造工事内容は加熱管の撤去、断熱材、キセ（外板）の追加装備である。
落成時の所有者は、宇部曹達工業であり宇部線の宇部岬駅を常備駅として運用された。（社名は1963年（昭和38年）2月4日にセントラル硝子へ変更した）
1979年（昭和54年）10月より化成品分類番号「侵81」（侵食性の物質、腐食性物質、危険性度合2（中））が標記された。
車体色は黒色、寸法関係は全長は9,800mm、台車中心間距離は5,500mm、実容積は22.3m3、自重は17.0t、換算両数は積車5.5、空車1.8であり、台車はベッテンドルフ式のTR41Cである。
1983年（昭和58年）5月16日に2両揃って廃車となり同時に形式消滅となった。